# Lintao
Lintao (chiń.临洮县; pinyin: Líntáo Xiàn) – powiat w Chinach, w prowincji Gansu, w prefekturze miejskiej Dingxi. W 1999 roku liczył 521 795 mieszkańców. 
W 1923 roku w powiecie odkryto pozostałości neolitycznej kultury Majiayao.